# Billaea orbitalis
Billaea orbitalis är en tvåvingeart som beskrevs av Fritz Isidore van Emden 1947. Billaea orbitalis ingår i släktet Billaea och familjen parasitflugor. Inga underarter finns listade i Catalogue of Life.